# Колиниченко, Анатолий Фёдорович
Анатолий Фёдорович Колиниченко — советский хозяйственный, государственный и политический деятель.

## Биография
Родился в 1937 году в Орске. Член ВКП(б).
С 1956 года — на хозяйственной, общественной и политической работе. В 1956—2005 гг. — в строительных организациях Оренбургской области, на партийной и хозяйственной работе, первый секретарь Орского горкома КПСС, первый заместитель председателя исполкома Оренбургского областного Совета, второй секретарь Оренбургского обкома КПСС, первый секретарь Оренбургского обкома КПСС, председатель Оренбургского областного Совета, на преподавательской работе в Оренбургском государственном университете. 
Почётный гражданин города Орска (с 1986 года).